# Chiếc cốc Lycurgus
Chiếc cốc Lycurgus (tiếng Anh: Lycurgus Cup) là một chiếc cốc được làm từ thế kỷ IV bằng thủy tinh Roman, lồng kính làm bằng thủy tinh lưỡng sắc, trong đó việc thay đổi màu sắc tùy thuộc vào hướng của ánh sáng chiếu vào nó, chiếc cốc có màu xanh ngọc khi ánh sáng đến từ phía trước nhưng lại là màu đỏ máu khi ánh sáng đến từ phía sau. Nó là vật thể thủy tinh La Mã hoàn chỉnh duy nhất được làm từ loại thủy tinh này, và là vật thể trưng bày cho thấy sự thay đổi ấn tượng nhất về màu sắc. Nó đã được miêu tả là "chiếc cốc thủy tinh đẹp nhất của thời kỳ La Mã, được trang trí tinh xảo, mà chúng ta từng biết đến".
Hoa văn vẽ trên chiếc cốc là hình vua Lycurgus xứ Thrace bị mắc kẹt trong một đám cây nho, vì đã chống lại vị thần rượu nho Dionysus trong thần thoại Hy Lạp cổ đại.